# 焦亚桑尼蒂卡
焦亚桑尼蒂卡（義大利語：Gioia Sannitica），是意大利卡塞塔省的一个市镇。总面积54平方公里，人口3568人，人口密度66.1人/平方公里（2009年）。ISTAT代码为061041。